# Scorțișoriu

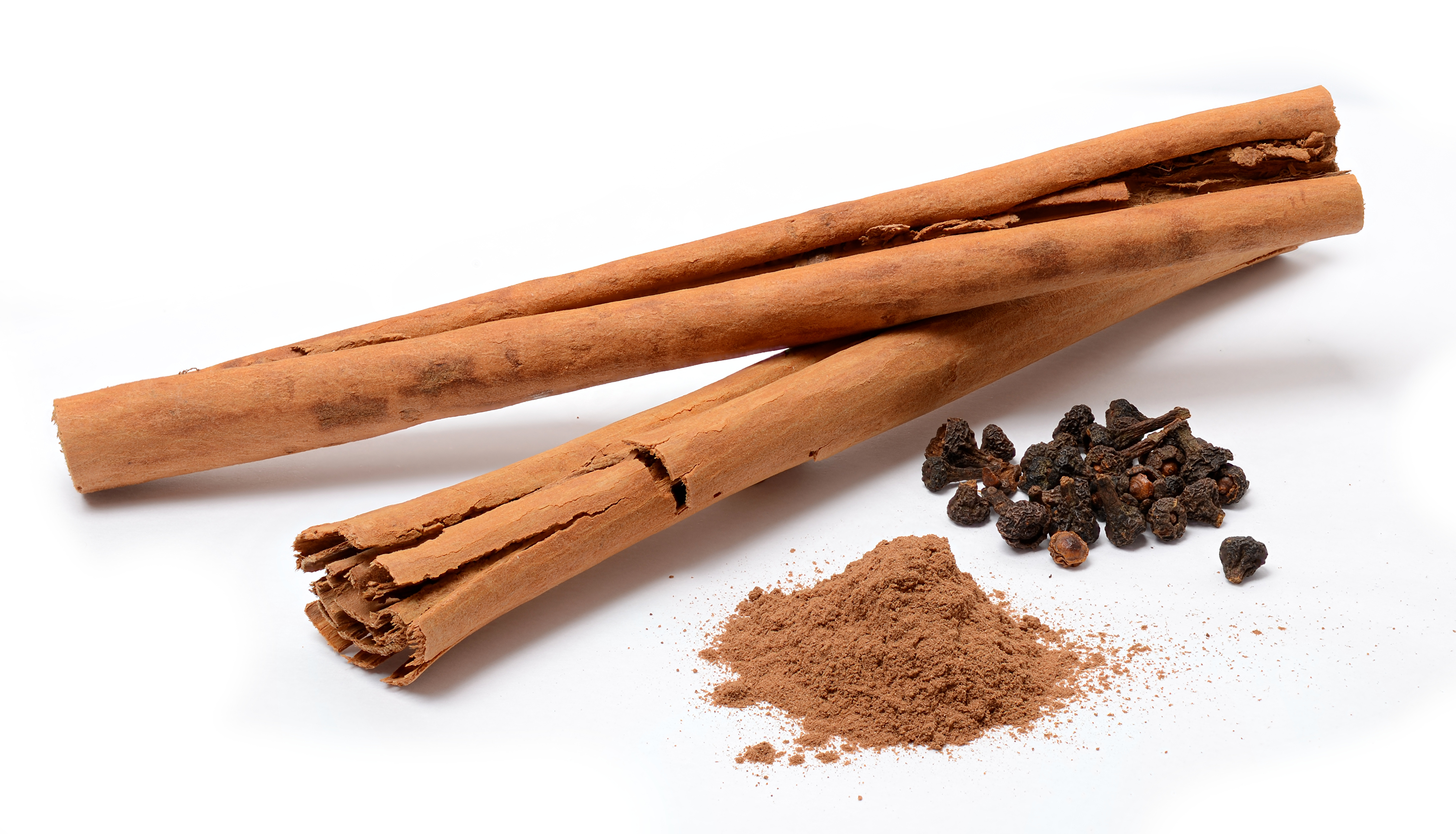
Fâșie de scoarță uscată, pulbere și flori de scorțișoară (Cinnamomum verum).

Culoarea scorțișorie, numită și cinamom, cinamon, cinnamon (latină cinnamomeus, cinnamochrous), este o culoare brun-deschisă sau brun-gălbuie asemănătoare cu culoarea scoarței interioare a arborelui de scorțișoară. Culoarea scorțișorie este mai roșie și mai intensă decât culoare kaki.
În limba engleză pentru culoarea scorțișorie este folosit termenul cinnamon (a yellowish-brown colour resembling that of cinnamon).
Culoarea scorțișorie este întâlnită și în penajul păsărilor de ex, la călifarul alb (Tadorna tadorna) pieptul și spatele anterior de jur împrejur are o bandă lată roșu-scorțișorie (sau castanie).